# Asbury Lake
Asbury Lake é uma Região censo-designada localizada no estado americano de Flórida, no Condado de Clay.

## Demografia
Segundo o censo americano de 2000, a sua população era de 2228 habitantes.

## Geografia
De acordo com o United States Census Bureau tem uma área de 
9,3 km², dos quais 8,7 km² cobertos por terra e 0,6 km² cobertos por água.

## Localidades na vizinhança
O diagrama seguinte representa as localidades num raio de 24 km ao redor de Asbury Lake. 